# Anauxesis cincticornis
Anauxesis cincticornis là một loài bọ cánh cứng trong họ Cerambycidae.